# デヴィッド・リーン
デヴィッド・リーン（David Lean、1908年3月25日 - 1991年4月16日）は、イギリス出身の映画監督である。デビッド・リーンとも表記。

## 来歴

### 下積み時代
ロンドン郊外クロイドン生まれ。19歳のときゴーモンピクチャーを尋ね、使いっ走りとして雇われる。映画らしい最初の仕事はカチンコ係だった。

### 映画監督として
その後カメラマン助手、助監督、編集、などの仕事を経ていき、1942年に劇作家ノエル・カワードとの共同監督作品『軍旗の下に』で戦闘シーンの撮影を担当して監督デビューを果たす。作品は戦中ということもあり、イギリス海軍を主題にした英国に対する愛国心の強い内容だったが、初監督にして作品はアカデミー作品賞（第16回）にノミネートされた。
1945年、カワードの短編戯曲『静物画』を映画化した恋愛映画『逢びき』で第1回カンヌ国際映画祭グランプリを受賞。その後も『大いなる遺産』（1946年）や『オリバー・ツイスト』（1948年）といったイギリス文学の映画化で監督を務め、1940年代から1950年代にかけてライバルであるキャロル・リードと共にイギリス映画界を牽引していった。
1954年、コメディ映画『ホブスンの婿選び』で第4回ベルリン国際映画祭金熊賞を受賞。
同年、リーンはリチャード・メイスンの小説『風は知らない（The Wind Cannot Read）』（1946年）の映画化に同意した。同年5月14日、シンガポールで東南アジア映画祭（現・アジア太平洋映画祭）が開幕。リーンは主人公の日本人の女性の役を探すためわざわざ映画祭に訪れ、そこで野村芳太郎監督の『亡命記』に主演した岸惠子を見た。最終日の5月21日、岸は最優秀女優賞を受賞。翌朝、リーンがホテルの岸の部屋に電話すると、岸は次回作の撮影のため日本へ発ってしまった後だった。同年6月3日、メイソンとともにに来日。同年6月18日、松竹、東和映画、文芸プロダクションにんじんくらぶの三者は話し合い、日英合作映画となる『風は知らない』の主演を岸に決定した。同年12月31日、岸は英語をマスターするためロンドンへ発った。ところが1956年1月、プロデューサーを予定していたアレクサンダー・コルダとリーンとのあいだで意見が合わず、映画の制作は延期された。『風は知らない』は結局、谷洋子を主演に据え、ラルフ・トーマス監督の映画として1958年に制作された。

### 世界的認知

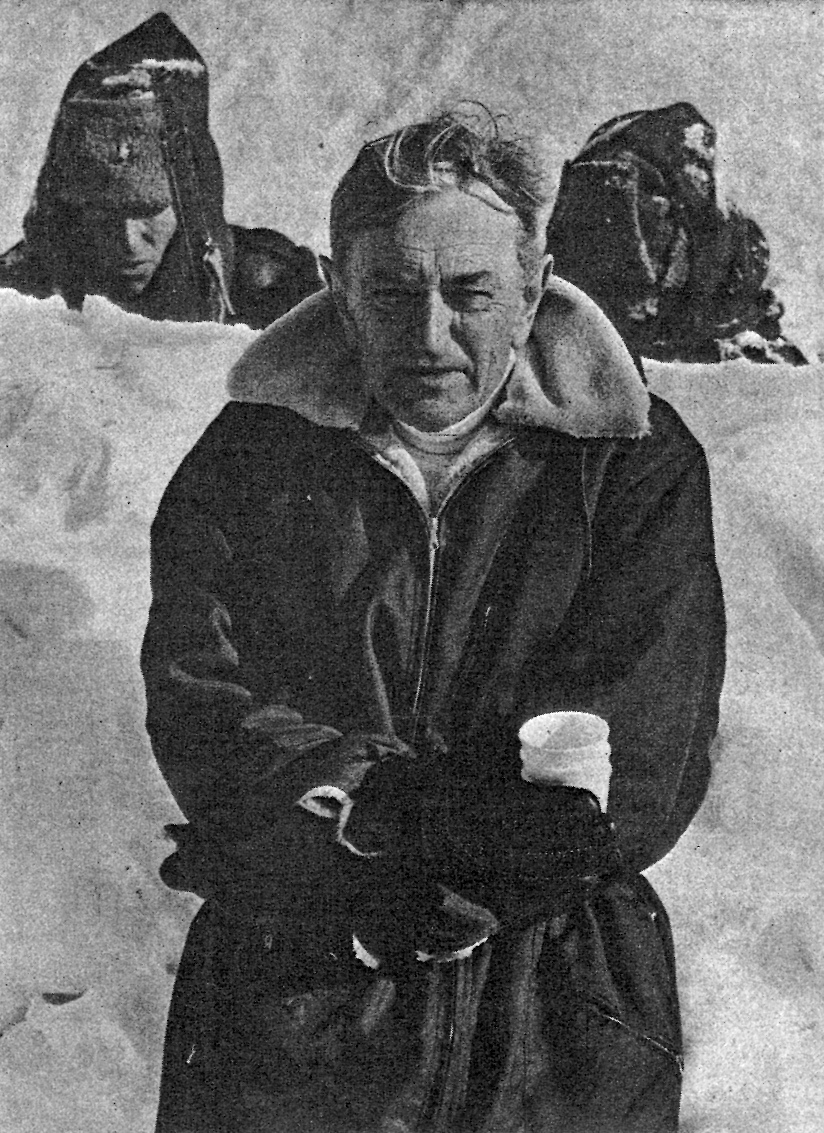
『ドクトル・ジバゴ』の撮影中のリーン

1957年、ハリウッドのプロデューサーであるサム・スピーゲルとタッグを組んだ戦争映画『戦場にかける橋』が公開。戦前からチャップリンと並んで国際的に有名だった日本人俳優早川雪洲や、イギリスを代表する俳優アレック・ギネス、ハリウッドでも指折りのスター俳優ウィリアム・ホールデンなど、世界各国から豪華キャストが集結した本作は、ビルマの奥地であるジャングルでの撮影など過酷を極めたものだったが、公開されると大ヒットし、その年の全世界年間興行成績で1位を記録する。また、第30回アカデミー賞では作品賞を含む7部門を受賞し、リーンも監督賞を初受賞した。
『戦場にかける橋』の成功により、リーンは更なる大作『アラビアのロレンス』（1962年）を再びスピーゲルとのタッグで制作する。ピーター・オトゥールとオマー・シャリフのデビュー作ともなった本作は、1962年度の全世界年間興行成績では前作に続いて1位を記録し、前作を上回る大ヒットを収めた。第35回アカデミー賞では7部門を受賞し、2度目のアカデミー作品賞、自身も2度目となるアカデミー監督賞を受賞した。
1965年、ソ連の作家ボリス・パステルナークの小説『ドクトル・ジバゴ』を前作にも出演したオマー・シャリフ主演で映画化。イタリア人大物映画プロデューサーであるカルロ・ポンティがMGMに持ち込んだ企画であった本作は、前作の大作2本で大成功を収めていたリーンの監督就任により実現した。公開当時、批評家の間では評価が割れたが、MGMの宣伝効果もあって興行的には1億ドルを超える成績を叩き出し、劇中に登場したヘアスタイルやファッションまでもが流行した。第38回アカデミー賞では『サウンド・オブ・ミュージック』という強敵のために作品賞と監督賞は逃したものの、ボルトの脚色賞を含む5部門を受賞。
寡作ではあったものの、これらの3作品はリーンの監督としての名声を絶大なものとした。また、これらの3作品すべてで、リーンはアレック・ギネスを起用。オマー・シャリフ曰く、リーンにとっての成功の御守りだったという。

### 晩年
1970年、『ライアンの娘』が公開されるが、前作以上の興行収入を得られず、批評家からも厳しい批判を受ける結果に終わる。特にポーリン・ケイルからの批判は厳しく、それが原因で14年間もメガホンを取ることを諦めていたという。
そして14年の月日を経た後、1984年に遺作となる『インドへの道』が公開。本作では脚本、編集も担当し、監督としての健在ぶりを見せつけて復活を遂げる。1980年代中頃、師弟関係にあったスティーヴン・スピルバーグ製作で『太陽の帝国』を監督しようとしたが、最終的にはスピルバーグ自らがメガホンを取った。その後、コンラッドの『ノストローモ』の映画化を企画していたが、1991年、病に倒れて83歳で死去した。咽頭癌だった。
KBE叙勲者。

## 次世代への影響
リーンの作風はスティーヴン・スピルバーグや、マーティン・スコセッシなど次世代の映画監督に多大な影響を与えた。
特にスピルバーグは高校生の頃に『アラビアのロレンス』を見たことで映画監督を目指すことを決心したと語っており、彼を偉大なる師として尊敬していた。リーンの自然主義的な作風はスピルバーグに大いに受け継がれており、『アラビアのロレンス』『戦場に架ける橋』『ドクトル・ジバゴ』は撮影前に必ず見直す作品だと語っている。
また、クリストファー・ノーランは『ダークナイト』の撮影でIMAXカメラを使用した際、「デヴィッド・リーンが砂漠の中で65mmのカメラを抱えられたなら、僕たちにこれが使いこなせないわけはない」と語っている。

## その他
- 1963年（昭和38年）2月と1966年（昭和41年）9月に来日している。

## 監督作品

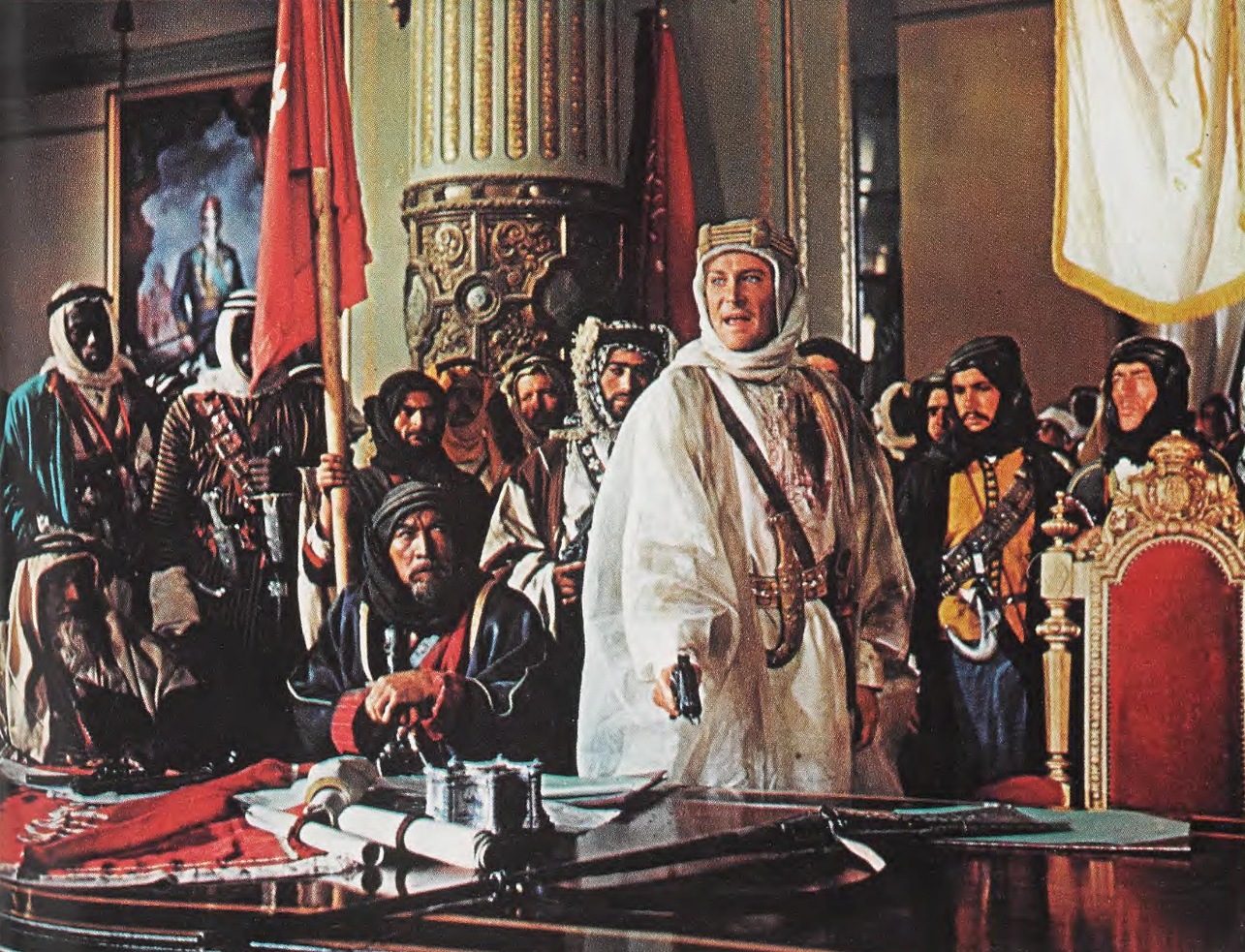
『アラビアのロレンス』（1962年）

- 軍旗の下に In Which We Serve (1942)
- 幸福なる種族 This Happy Breed (1944)
- 逢びき Brief Encounter (1945)
- 陽気な幽霊 Blithe Spirit (1945)
- 大いなる遺産 Great Expectations (1946)
- オリヴァ・ツイスト Oliver Twist (1948)
- 情熱の友 The Passionate Friends (1948)
- マデリーン 愛の旅路 Madeleine (1950)
- 超音ジェット機 The Sound Barrier (1952)
- ホブスンの婿選び Hobson's Choice (1954)
- 旅情 Summertime (1955)
- 戦場にかける橋 The Bridge on the River Kwai (1957)
- アラビアのロレンス Lawrence of Arabia (1962)
- ドクトル・ジバゴ Doctor Zhivago (1965)
- ライアンの娘 Ryan's Daughter (1970)
- Lost and Found: The Story of Cook's Anchor (1979)
- インドへの道 A Passage to India (1984)

## 日本のテレビ番組出演
- スター千一夜（フジテレビ）- 1963年2月19日

## 受賞歴
※本来はプロデューサーが受取人である作品賞の受賞・ノミネートも含む。
| 賞                                   | 年     | 部門                 | 作品                   | 結果       |
| ------------------------------------ | ------ | -------------------- | ---------------------- | ---------- |
| カンヌ国際映画祭                     | 1946年 | パルム・ドール       | 『逢びき』             | 受賞       |
| カンヌ国際映画祭                     | 1946年 | 国際映画批評家連盟賞 | 『逢びき』             | 受賞       |
| アカデミー賞                         | 1942年 | 作品賞               | 『軍旗のもとに』       | ノミネート |
| アカデミー賞                         | 1946年 | 監督賞               | 『逢びき』             | ノミネート |
| アカデミー賞                         | 1946年 | 脚色賞               | 『逢びき』             | ノミネート |
| アカデミー賞                         | 1947年 | 作品賞               | 『大いなる遺産』       | ノミネート |
| アカデミー賞                         | 1947年 | 監督賞               | 『大いなる遺産』       | ノミネート |
| アカデミー賞                         | 1947年 | 脚色賞               | 『大いなる遺産』       | ノミネート |
| アカデミー賞                         | 1955年 | 監督賞               | 『旅情』               | ノミネート |
| アカデミー賞                         | 1957年 | 作品賞               | 『戦場にかける橋』     | 受賞       |
| アカデミー賞                         | 1957年 | 監督賞               | 『戦場にかける橋』     | 受賞       |
| アカデミー賞                         | 1962年 | 作品賞               | 『アラビアのロレンス』 | 受賞       |
| アカデミー賞                         | 1962年 | 監督賞               | 『アラビアのロレンス』 | 受賞       |
| アカデミー賞                         | 1965年 | 作品賞               | 『ドクトル・ジバゴ』   | ノミネート |
| アカデミー賞                         | 1965年 | 監督賞               | 『ドクトル・ジバゴ』   | ノミネート |
| アカデミー賞                         | 1984年 | 作品賞               | 『インドへの道』       | ノミネート |
| アカデミー賞                         | 1984年 | 監督賞               | 『インドへの道』       | ノミネート |
| アカデミー賞                         | 1984年 | 脚色賞               | 『インドへの道』       | ノミネート |
| アカデミー賞                         | 1984年 | 編集賞               | 『インドへの道』       | ノミネート |
| 英国アカデミー賞                     | 1948年 | 英国作品賞           | 『オリヴァ・ツイスト』 | ノミネート |
| 英国アカデミー賞                     | 1952年 | 総合作品賞           | 『超音ジェット機』     | 受賞       |
| 英国アカデミー賞                     | 1952年 | 英国作品賞           | 『超音ジェット機』     | 受賞       |
| 英国アカデミー賞                     | 1954年 | 総合作品賞           | 『ホブスンの婿選び』   | ノミネート |
| 英国アカデミー賞                     | 1954年 | 英国作品賞           | 『ホブスンの婿選び』   | 受賞       |
| 英国アカデミー賞                     | 1955年 | 総合作品賞           | 『旅情』               | ノミネート |
| 英国アカデミー賞                     | 1957年 | 総合作品賞           | 『戦場にかける橋』     | 受賞       |
| 英国アカデミー賞                     | 1957年 | 英国作品賞           | 『戦場にかける橋』     | 受賞       |
| 英国アカデミー賞                     | 1962年 | 総合作品賞           | 『アラビアのロレンス』 | 受賞       |
| 英国アカデミー賞                     | 1962年 | 英国作品賞           | 『アラビアのロレンス』 | 受賞       |
| 英国アカデミー賞                     | 1966年 | 総合作品賞           | 『ドクトル・ジバゴ』   | ノミネート |
| 英国アカデミー賞                     | 1970年 | 総合作品賞           | 『ライアンの娘』       | ノミネート |
| 英国アカデミー賞                     | 1970年 | 監督賞               | 『ライアンの娘』       | ノミネート |
| 英国アカデミー賞                     | 1973年 | フェローシップ賞     | -                      | 受賞       |
| 英国アカデミー賞                     | 1985年 | 作品賞               | 『インドへの道』       | ノミネート |
| 英国アカデミー賞                     | 1985年 | 脚色賞               | 『インドへの道』       | ノミネート |
| ベルリン国際映画祭                   | 1954年 | 金熊賞               | 『ホブスンの婿選び』   | 受賞       |
| ニューヨーク映画批評家協会賞         | 1955年 | 監督賞               | 『旅情』               | 受賞       |
| ニューヨーク映画批評家協会賞         | 1957年 | 作品賞               | 『戦場にかける橋』     | ノミネート |
| ニューヨーク映画批評家協会賞         | 1957年 | 監督賞               | 『戦場にかける橋』     | 受賞       |
| ニューヨーク映画批評家協会賞         | 1965年 | 監督賞               | 『ドクトル・ジバゴ』   | ノミネート |
| ニューヨーク映画批評家協会賞         | 1984年 | 作品賞               | 『インドへの道』       | 受賞       |
| ニューヨーク映画批評家協会賞         | 1984年 | 監督賞               | 『インドへの道』       | 受賞       |
| ゴールデングローブ賞                 | 1957年 | 作品賞（ドラマ部門） | 『戦場にかける橋』     | 受賞       |
| ゴールデングローブ賞                 | 1957年 | 監督賞               | 『戦場にかける橋』     | 受賞       |
| ゴールデングローブ賞                 | 1962年 | 作品賞（ドラマ部門） | 『アラビアのロレンス』 | 受賞       |
| ゴールデングローブ賞                 | 1962年 | 監督賞               | 『アラビアのロレンス』 | 受賞       |
| ゴールデングローブ賞                 | 1965年 | 作品賞（ドラマ部門） | 『ドクトル・ジバゴ』   | 受賞       |
| ゴールデングローブ賞                 | 1965年 | 監督賞               | 『ドクトル・ジバゴ』   | 受賞       |
| ゴールデングローブ賞                 | 1984年 | 監督賞               | 『インドへの道』       | ノミネート |
| ゴールデングローブ賞                 | 1984年 | 外国語映画賞         | 『インドへの道』       | 受賞       |
| ゴールデングローブ賞                 | 1984年 | 脚本賞               | 『インドへの道』       | ノミネート |
| ナショナル・ボード・オブ・レビュー賞 | 1952年 | 監督賞               | 『超音ジェット機』     | 受賞       |
| ナショナル・ボード・オブ・レビュー賞 | 1957年 | 作品賞               | 『戦場にかける橋』     | 受賞       |
| ナショナル・ボード・オブ・レビュー賞 | 1957年 | 監督賞               | 『戦場にかける橋』     | 受賞       |
| ナショナル・ボード・オブ・レビュー賞 | 1962年 | 監督賞               | 『アラビアのロレンス』 | 受賞       |
| ナショナル・ボード・オブ・レビュー賞 | 1984年 | 作品賞               | 『インドへの道』       | 受賞       |
| ナショナル・ボード・オブ・レビュー賞 | 1984年 | 監督賞               | 『インドへの道』       | 受賞       |
| 全米監督協会賞                       | 1957年 | 長編映画監督賞       | 『戦場にかける橋』     | 受賞       |
| 全米監督協会賞                       | 1962年 | 長編映画監督賞       | 『アラビアのロレンス』 | 受賞       |
| 全米監督協会賞                       | 1970年 | 長編映画監督賞       | 『ライアンの娘』       | ノミネート |
| 全米監督協会賞                       | 1973年 | D・W・グリフィス賞   | -                      | 受賞       |
| 全米監督協会賞                       | 1984年 | 長編映画監督賞       | 『インドへの道』       | ノミネート |
| キネマ旬報ベスト・テン               | 1962年 | 外国映画ベスト・ワン | 『アラビアのロレンス』 | 受賞       |
| キネマ旬報ベスト・テン               | 1962年 | 外国映画監督賞       | 『アラビアのロレンス』 | 受賞       |
| ダヴィッド・ディ・ドナテッロ賞       | 1964年 | 外国映画賞           | 『アラビアのロレンス』 | 受賞       |
| ダヴィッド・ディ・ドナテッロ賞       | 1967年 | 外国監督賞           | 『ドクトル・ジバゴ』   | 受賞       |
| ナストロ・ダルジェント賞             | 1964年 | 外国監督賞           | 『アラビアのロレンス』 | 受賞       |
| カンザスシティ映画批評家協会賞       | 1984年 | 作品賞               | 『インドへの道』       | 受賞       |
| カンザスシティ映画批評家協会賞       | 1984年 | 監督賞               | 『インドへの道』       | 受賞       |
| BFIフェローシップ賞                  | 1986年 | -                    | -                      | 受賞       |
| AFI賞                                | 1990年 | 生涯功労賞           | -                      | 受賞       |